# Jugoslavija na Svetovnem prvenstvu v hokeju na ledu 1951
Jugoslavija je na Svetovnem prvenstvu v hokeju na ledu 1951 B, ki je potekalo med 10. in 17. marcem 1951 v Parizu, z zmagamo in štirimi porazi osvojila šesto mesto.

## Postava
Weiner – Luce Žitnik – Kovačevič – Ernest Aljančič – Dragovič – David – Boris Reno – Peel – Ursič – Krajčič - Miockha

## Tekme
| 11. marec 1951 | Belgija | 13–3 | Jugoslavija | Pariz |

| Poročilo tekme | Poročilo tekme | Poročilo tekme | Poročilo tekme                | Poročilo tekme |
| -------------- | -------------- | -------------- | ----------------------------- | -------------- |
|                |                | (5:0,3:0,5:3)  | ? Dragovič ? Uršič ? Aljančič |                |

| 12. marec 1951 | Nizozemska | 5–2 | Jugoslavija | Pariz |

| Poročilo tekme | Poročilo tekme | Poročilo tekme  | Poročilo tekme   | Poročilo tekme |
| -------------- | -------------- | --------------- | ---------------- | -------------- |
|                |                | (0:0, 4:1, 1:1) | ? Krajčič ? Reno |                |

| 14. marec 1951 | Francija | 10–3 | Jugoslavija | Pariz |

| Poročilo tekme | Poročilo tekme | Poročilo tekme | Poročilo tekme               | Poročilo tekme |
| -------------- | -------------- | -------------- | ---------------------------- | -------------- |
|                |                | (3:2,3:1,4:0)  | ? Kovačevič ? Miockha ? Peel |                |

| 15. marec 1951 | Italija | 6–1 | Jugoslavija | Pariz |

| Poročilo tekme | Poročilo tekme | Poročilo tekme | Poročilo tekme | Poročilo tekme |
| -------------- | -------------- | -------------- | -------------- | -------------- |
|                |                | (1:0,4:1,1:0)  | ? Reno         |                |

| 17. marec 1951 | Avstrija | 3–4 | Jugoslavija | Pariz |

| Poročilo tekme | Poročilo tekme | Poročilo tekme | Poročilo tekme                       | Poročilo tekme |
| -------------- | -------------- | -------------- | ------------------------------------ | -------------- |
|                |                | (1:1,1:0,1:3)  | ? Žitnik ? Dragovič ? Krajčič ? Reno |                |